# Osphranter antilopinus
Il wallaroo antilopino (Osphranter antilopinus Gould, 1842) è una specie di marsupiale appartenente alla famiglia dei Macropodidi.

## Descrizione
È uno dei canguri di dimensioni maggiori, essendo superato solo di poco dal canguro rosso  e dal canguro gigante grigio: la lunghezza del corpo può raggiungere 140 cm. Come in gran parte degli altri canguri le zampe posteriori sono molto più sviluppate e forti di quelle anteriori, la coda è lunga e muscolosa; il muso è di forma allungata.
La specie esibisce uno spiccato dimorfismo sessuale nel colore: i maschi hanno un pelo bruno-rossiccio, mentre il colore delle femmine è grigiastro.

## Distribuzione e habitat
Il wallaroo antilopino vive nell'estremo nord dell'Australia: nella Penisola di Capo York, nell'estremità settentrionale del Territorio del Nord e nella regione del Kimberley, in Australia Occidentale. I suoi habitat preferiti sono la prateria e la savana.

## Biologia
L'attività è prevalentemente crepuscolare e notturna. La dieta è esclusivamente vegetariana e consiste soprattutto di erba.
Vive in piccoli gruppi senza strutture sociali ben definite.
La gestazione dura circa un mese e al suo termine nasce in genere un solo cucciolo. A volte sono state osservate nascite ritardate: la femmina concepisce subito dopo il parto, ma l'embrione non si sviluppa fino a quando il nato precedente non lascia il marsupio.